# 保時捷博物館
保時捷博物館（德語：Porsche Museum）是位於德國城市斯圖加特的一座汽車博物館，展示汽車企業保時捷的歷史和產品。

## 歷史
保時捷博物館開業於1976年，位處於保時捷工廠側旁。博物館受限於土地，面積相對較小，大約可舉行20個展覽。
自2006年起保時捷開始進行升級工程，新的場館一共可容納80個展覽。工程於2009年完工，前後總共花費1億歐元。

## 外部連結

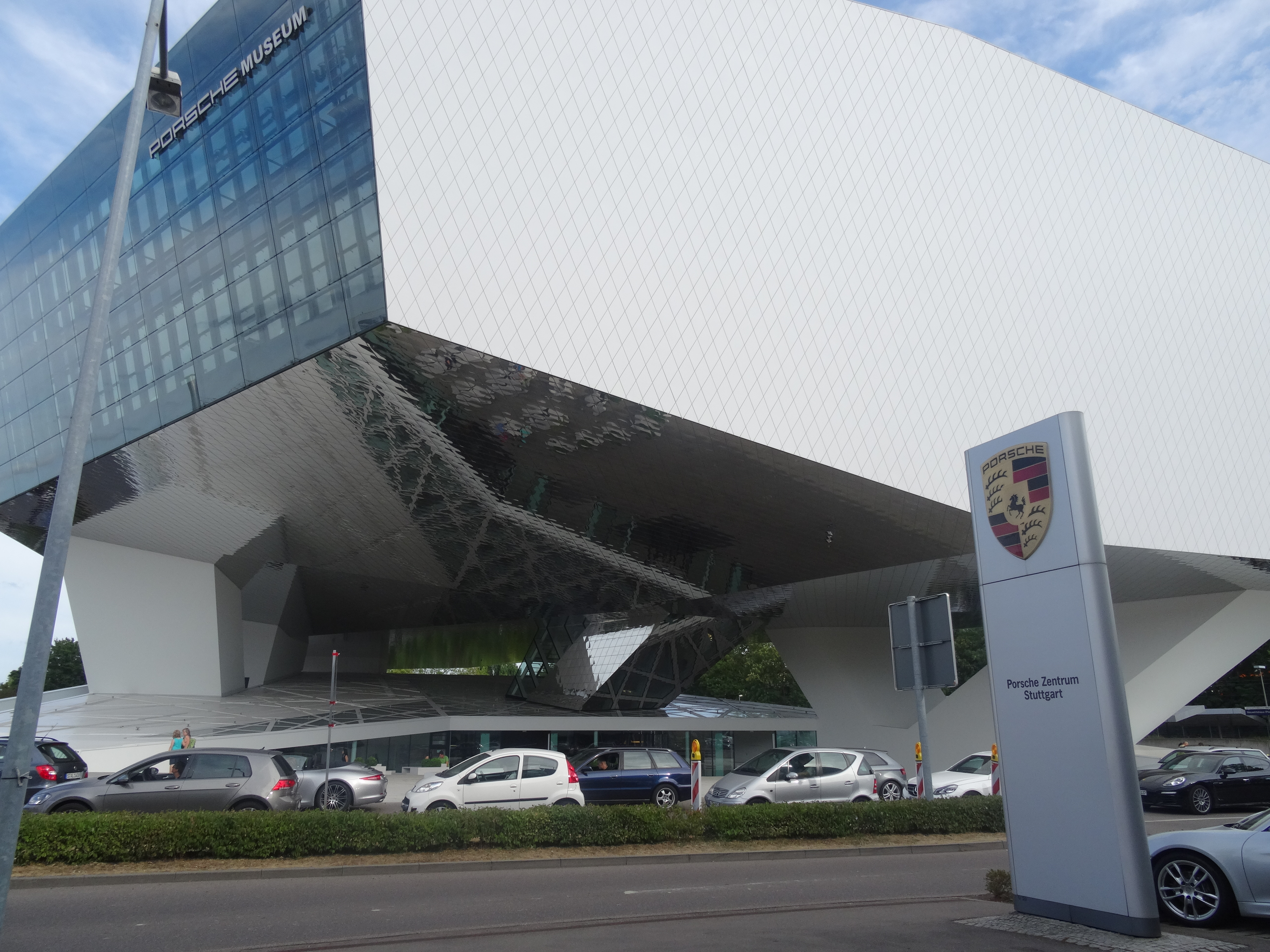
保時捷博物館

- Porsche Museum （页面存档备份，存于） – official site
- Porsche Automuseum Gmünd （页面存档备份，存于）
- Cisitalia Museum
- Porsche Museum on Design Build Network （页面存档备份，存于）
- Google Virtual Gallery Tour （页面存档备份，存于）
- The New York Times: Touring the Temples of German Automaking（页面存档备份，存于） – includes a description of a visit to the museum
- Porsche Newsroom - official press releases